# Moravská erbovní listina Fridricha III.

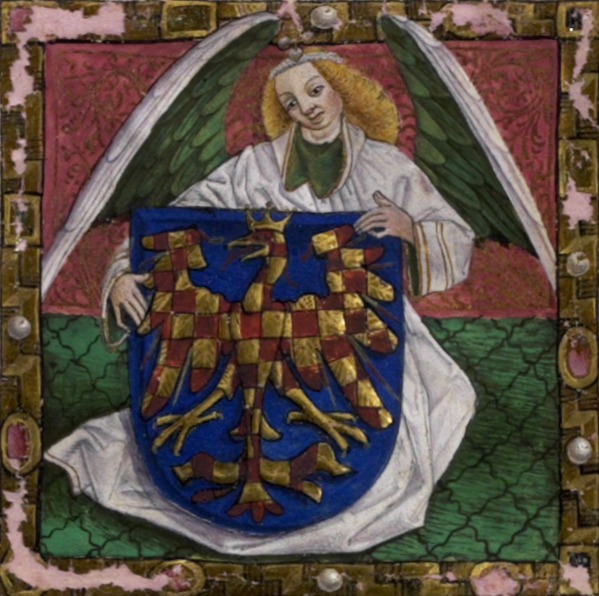
Miniatura v erbovní listině vydané Fridrichem III. Habsburským

Erbovní list císaře Fridricha III., vydaný 7. prosince 1462 z podnětu moravského zemského hejtmana a maršálka Českého království Jindřicha z Lipé moravským stavům, byl dokument, který v době nestabilní vlády Jiřího z Poděbrad měnil původní stříbrnou tinkturu moravské orlice tak, že stříbrná pole šachování moravské orlice změnil na zlatá, čímž vytvářel nový „stavovský“ znak („color albus in glaucum sive aureum transmutetur“ (barva bílá na žlutou neboli zlatou změněna)).

## Pozadí a vývoj
Jeho vydání je ukázkou mezinárodních vlivů ve složité době vlády českého krále Jiřího z Poděbrad a vměšování se do vnitřních záležitostí českých zemí, neboť Fridrich III. Habsburský ji udělil moravským stavům jako římský císař. Morava však byla součástí Koruny české a podle císařem a králem Karlem IV. vydaných zákonů k takovému kroku římský panovník neměl pravomoc, protože Morava byla pod přímým panstvím českého krále.

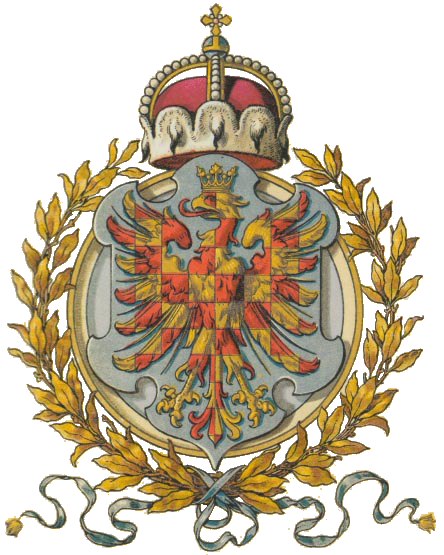
Znak Moravy od Huga Gerharda Ströhla s zlato-červenou tinkturou

Toto císařské privilegium nebylo Jiřím z Poděbrad potvrzeno a nevešlo do běžné užívací praxe. Listina byla platná, protože měla všechny právní náležitosti, nebyla však účinná. V roce 1628 se listina objevila v seznamu (výčtu) privilegií, které neměly být v rozporu s nově vydaným zemským zřízením, a byla tak společně s mnoha dalšími tehdy potvrzenými „neškodnými“ staršími privilegii ryze formálně schválena Ferdinandem II., aniž by byla výslovně řešena. Tzv. Fridrichovo privilegium ovšem ani před tím ani po roce 1628 na moravský znak nemělo žádný účinek, jak dokazují vydané sněmovní artikuly až do roku 1838, zemské řády z let 1545, 1562, 1604 a 1628. Potvrzuje to například i císařský exemplář rukopisu Müllerovy mapy Moravy z let 1714–1716, který byl věnován císaři Karlu VI.
Skutečnost, že stříbrnočerveně šachovaná orlice v modrém poli štítu je znakem Markrabství moravského formálně také potvrzují císařské dekrety druhé poloviny 18. století a 1. poloviny 19. století. Pokud by změna barev moravské orlice listinou Fridricha III. byla od počátku chápána jako změna státního znaku, pak všechny tyto císařské dekrety by představovaly akty rušící ustanovení této erbovní listiny. Znak zachycený erbovním listem byl později, již na konci 18. století, ale zvláště pak od 1. poloviny 19. století, vydáván za znak Moravy a ve vztahu k Čechám uplatňován nikoli jako posilující a jednotící prvek státnosti, jako jím jsou od poloviny 13. století se shodující barvy českého lva a moravské orlice, ale naopak jako o pokus o její narušení. K vystupňování této situace došlo zvláště po roce 1848, kdy dvojí barevnost Moravany a zemskými úřady používaných symbolů vyvolávala spory. Listina tak není příkladem rozvoje vzájemné státnosti, ale naopak vnějšího mocenského zasahování s odstředivými tendencemi.

## Dnešní vnímání
Podle názoru Ivana Štarhy bylo heraldicky správné řešení do roku 1915 bílá, červená a modrá a mezi roky 1915 a 1918 žlutá, červená a modrá. Československá republika se vrátila k bílé/stříbrné barvě na moravském znaku.
V současnosti bývá za moravský znak někdy – zejména některými moravskými stranami, spolky a dalšími organizacemi – považována žluto-červeně šachovaná orlice na modrém poli. Argumentem Moravské národní obce pro žluto-červené šachování je i například zavádějící tvrzení, že  Fridrich III. svým jiným dekretem povýšil znak Starého Města a tomu nikdo nikdy neodporoval a přitom je opomíjen fakt, že k povýšení znaku udělil svolení český král Vladislav Jagellonský.